# (21694) Allisowilson
(21694) Allisowilson (1999 RL48) – planetoida z pasa głównego asteroid okrążająca Słońce w ciągu 4,16 lat w średniej odległości 2,58 j.a. Odkryta 7 września 1999 roku.